# Ein Deutsches Album
Ein Deutsches Album, pubblicato nel luglio 1980, è la versione in lingua tedesca del terzo album di Peter Gabriel, chiamato semplicemente Peter Gabriel (noto anche come III o Melt).
Questo disco venne distribuito in Germania due mesi dopo l'uscita dell'album originale in inglese. Al pubblico tedesco era però stato già dato un assaggio dell'album con la pubblicazione di un singolo contenente le versioni in tedesco di "Games Without Frontiers" e "Here Comes the Flood".
La differenza rispetto alla versione inglese è semplicemente che Gabriel registrò nuovamente gli accompagnamenti vocali in tedesco, sopra le basi ritmiche e i cori già registrati. Tra i due album quindi non c'è nessuna differenza musicale, solo linguistica. Due anni dopo questa pubblicazione, Gabriel avrebbe distribuito il suo secondo album in tedesco (Deutsches Album, 1982), questa volta con delle differenze sostanziali rispetto all'edizione in lingua inglese.

## Lista tracce
Tutte le canzoni sono state scritte da Peter Gabriel.
1. "Eindringling" – 5:00
2. "Keine Selbstkontrolle" – 4:00
3. "Frag mich nicht immer" – 6:04
4. "Schnappschuß (ein Familienfoto)" – 4:26
5. "Und durch den Draht" – 4:28
6. "Spiel ohne Grenzen" – 4:07
7. "Du bist nicht wie wir" – 5:32
8. "Ein normales Leben" – 5:32
9. "Biko" – 8:55

## Musicisti
- Peter Gabriel – Voce, piano, sintetizzatore, percussioni
- Kate Bush – Voce
- Phil Collins – Batteria
- Larry Fast – Tastiere e sintetizzatori
- Robert Fripp – Chitarra
- John Giblin – Basso
- Dave Gregory– Chitarra
- Tony Levin – Chapman Stick
- Jerry Marotta – Batteria e percussioni
- Dick Morrissey – Sassofono
- Morris Pert – Percussioni
- David Rhodes – Chitarra e canto
- Paul Weller – Chitarra